# Richard Jordan
Richard Jordan, all'anagrafe Robert Anson Jordan Jr. (New York, 19 luglio 1937 – Los Angeles, 30 agosto 1993), è stato un attore statunitense.

## Biografia
Suo nonno materno Learned Hand fu uno dei giuristi più rispettati e considerati di tutta la storia degli Stati Uniti d'America. I suoi genitori, Robert Anson Jordan e Constance Hand, divorziarono nel 1942 e la madre si risposò con Newbold Morris. Dopo aver terminato gli studi ad Harvard nel 1958, Jordan iniziò la sua attività di attore teatrale che lo portò nel 1961 a Broadway, a recitare con Art Carney e Elizabeth Ashley in Take Her, She's Mine. In seguito si dedicò al cinema.
Jordan ebbe una figlia, Nina (nata nel 1964) dall'attrice Kathleen Widdoes, sposata con lui dal 1964 al 1972, mentre ebbe un figlio, Robert (nato nel 1982) dall'attrice Blair Brown. Ebbe anche una relazione con l'attrice Marcia Cross. Per molti anni Jordan fu membro del New York Shakespeare Festival e interpretò molti ruoli nei teatri di Broadway. Colpito da un tumore al cervello, nel 1992 incominciò le riprese del film Il fuggitivo, nella parte del dott. Nichols, tuttavia la malattia lo costrinse ad abbandonare le scene e a ritirarsi nella sua casa di Los Angeles. Nel film, il dott. Nichols venne poi interpretato da Jeroen Krabbé.
È morto il 30 agosto 1993, all'età di 56 anni. L'8 ottobre 1993, giorno della presentazione del film Gettysburg, venne inaugurato un monumento in suo onore presso il Mark Taper Forum di Los Angeles. Anche la stessa città di Gettysburg (Pennsylvania), rese omaggio all'attore, ponendo una targa in suo onore, per ricordare l’ultimo film da lui interpretato.

## Filmografia parziale

### Cinema
- Io sono la legge (Lawman), regia di Michael Winner (1971)
- Io sono Valdez (Valdez Is Coming), regia di Edwin Sherin (1971)
- Chato (Chato's Land), regia di Michael Winner (1972)
- Il processo dei nove di Catonsville (The Trial of the Catonsville Nine), regia di Gordon Davidson (1972)
- Gli amici di Eddie Coyle (The Friends of Eddie Coyle), regia di Peter Yates (1973)
- Yakuza (The Yakuza), regia di Sydney Pollack (1975)
- Torna "El Grinta" (Rooster Cogburn), regia di Stuart Millar (1975)
- La fuga di Logan (Logan's Run), regia di Michael Anderson (1976)
- Old Boyfriends - Il compagno di scuola (Old Boyfriends), regia di Joan Tewksbury (1978)
- Interiors, regia di Woody Allen (1978)
- Rapina in Berkeley Square (A Nightingale Sang in Berkeley Square), regia di Ralph Thomas (1979)
- Blitz nell'oceano (Raise the Titanic), regia di Jerry Jameson (1980)
- Dune, regia di David Lynch (1984)
- Maledetta estate (The Mean Season), regia di Phillip Borsos (1985)
- Club di uomini (Men's Club), regia di Peter Medak (1986)
- I guerrieri del sole (Solarbabies), regia di Alan Johnson (1986)
- Il segreto del mio successo (The Secret of My Succe$s), regia di Herbert Ross (1987)
- Romero, regia di John Duigan (1989)
- Caccia a Ottobre Rosso (The Hunt for Red October), regia di John McTiernan (1990)
- Colpo doppio (Timebomb), regia di Avi Nesher (1991)
- Autostop per l'inferno (Delusion), regia di Carl Colpaert (1991)
- Shout, regia di Jeffrey Hornaday (1991)
- Heaven Is a Playground, regia di Randall Fried (1991)
- Primary Motive, regia di Daniel Adams (1992)
- Posse - La leggenda di Jessie Lee (Posse), regia di Mario Van Peebles (1993)
- Gettysburg, regia di Ron Maxwell (1993)

### Televisione
- Ben Casey – serie TV, episodio 2x10 (1962)
- The Wide Country – serie TV, episodio 1x07 (1962)
- Hawk l'indiano (Hawk) – serie TV, episodio 1x14 (1966)
- Kojak – serie TV, episodio 1x08 (1973)
- Capitani e Re (Captains and the Kings), regia di Douglas Heyes – miniserie TV (1976)
- I miserabili (Les Miserables), regia di Glenn Jordan – film TV (1978)
- Il transatlantico della paura (The French Atlantic Affair) – miniserie TV (1979)
- Bunker (The Bunker), regia di George Schaefer – film TV (1981)
- Washington Mistress, regia di Peter Levin – film TV (1982)
- Un giustiziere a New York (The Equalizer) – serie TV, 88 episodi (1988)
- L'assassinio di Mary Phagan (The Murder of Mary Phagan) – miniserie TV (1988)

## Doppiatori italiani
Nelle versioni in italiano delle opere in cui ha recitato, Richard Jordan è stato doppiato da:
- Giancarlo Giannini in Io sono la legge, Io sono Valdez
- Carlo Valli in Yakuza, Romero
- Renato Izzo in Chato
- Mario Valgoi in Torna "El Grinta"
- Massimo Giuliani in La fuga di Logan
- Gino La Monica in Interiors
- Michele Gammino ne Il segreto del mio successo
- Eugenio Marinelli in Caccia a Ottobre Rosso
- Enrico Bertorelli in Gettysburg